# Fatimidische dinar

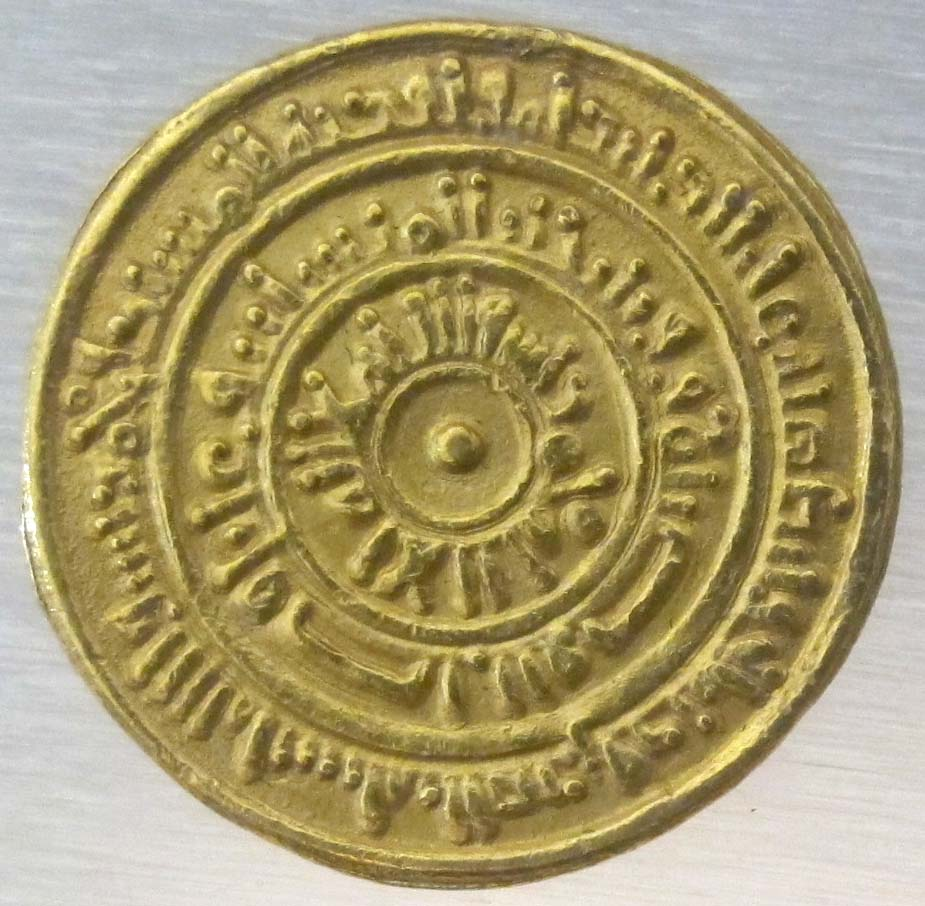
Voorzijde van een Fatimidische dinar.

De Fatimidische dinar was de munteenheid van het sjiitische Fatimidische rijk. Het was in de Middellandse Zeegebied een concurrerende munt van de soennitische Almoraviden en Abbasiden tegen wie ze een tegenkalifaat stichtte. Hun gouden munten werden dan ook onderscheiden van hun soennitische buren door ontwerp van concentrische cirkels met inscripties die verwijzen naar hun sjiitische overtuigingen, en in het vervangen van de centrale traditionele inscripties door die van henzelf

## Sjiisme
De Fatimidische dinar speelde een belangrijke rol in de verspreiding van het sjiisme in Egypte. De vierde Fatimidische kalief Abu Tamim Ma'ad al-Mu'izz voerde de sjiitische slogans op de munten. Het bevatte zinnen die verwezen naar het leiderschap van Ali ibn Aboe Talib. De sjiitisering van Egypte werd later teruggedrongen door de soennitische Ajjoebiden onder leiding van Saladin.

## Invloed
De tari die na de Normandische verovering van Sicilië werd ingevoerd is een voortzetting van de Fatimidische kwartdinars. De munten werden geslagen door de Normandische koning Rogier II van Sicilië die de Islamitische jaartelling hanteerde en de arabische scripties naast de latijnse.
Ook de kruisvaarders in de Levant lieten zich door de Fatimiden inspireren. Ze maakten kopieën van de Fatimidische munten voor eigen gebruik, waarschijnlijk in een poging om handel en commerce met lokale moslimgemeenschap makkelijker te maken. Het enige verschil tussen een Fatimidische dinar en zijn kruisvaarderskopie is de kwaliteit van de inscripties: de Arabische kalligrafie op Fatimidische munten is nauwkeurig, proportioneel en zeer leesbaar, terwijl de inscripties op de kruisvaarderskopieën iets minder zijn.